# さいたま市立三橋小学校
さいたま市立三橋小学校（さいたましりつ みはししょうがっこう）は、埼玉県さいたま市大宮区にある公立小学校。

## 沿革
- 1889年（明治22年）7月1日 - 並木尋常小学校として創立
- 1892年（明治25年）4月1日 - 三橋尋常学校と改称する
- 1925年（大正14年）4月6日 - 大宮尋常高等小学校北分教場として尋常科第1、2、3、4学年の児童を収容する。
- 1929年（昭和4年）4月1日 - 大宮北小学校として独立する
- 1940年（昭和15年）11月3日 - 大宮市立三橋尋常高等小学校と改称する
- 1941年（昭和16年）4月1日 - 大宮市立三橋国民学校とする
- 1947年（昭和22年）4月1日 - 大宮市立三橋小学校と改称する
- 1970年（昭和45年）4月1日 - 大宮西小学校が分離独立
- 1975年（昭和50年）4月1日 - 上小小学校が分離独立
- 2001年（平成13年）5月1日 - 大宮市、浦和市、与野市の合併に伴い現校名に改称　[2]